# Campo di lavoro di Kailis
Il campo di lavoro di Kailis (kailis in lituano significa pelliccia) fu un campo di lavoro nazista per ebrei, istituito a Vilnius durante la seconda guerra mondiale sul sito di una fabbrica di pellicce e pellame per produrre principalmente l'abbigliamento invernale per l'esercito tedesco. 
Al suo apice il campo ospitò circa 1.500 ebrei, fu liquidato nel settembre 1943 dopo il ghetto di Vilnius e i suoi operai giustiziati a Ponary il 3 luglio 1944, appena dieci giorni prima che l'Armata Rossa liberasse la città.

## Istituzione
Esistevano diversi laboratori e fabbriche di pelli e pellicce a Vilnius, la maggior parte dei quali di proprietà di ebrei. Dopo l'occupazione sovietica nel giugno 1940, le imprese private furono nazionalizzate: le tre fabbriche Furs, Nutria, e Ursus furono consolidate e fuse in un unico complesso. Una fabbrica era situata dietro il municipio di Vilnius. Quasi immediatamente dopo l'invasione tedesca della Russia del giugno 1941, la fabbrica ricevette l'ordine di produrre l'abbigliamento invernale necessario alla Wehrmacht. Il direttore adottò le misure per proteggere gli operai, per lo più ebrei, dalle atrocità commesse nel ghetto di Vilnius e nel massacro di Ponary: ad esempio, il 9 settembre, chiese e ottenne dall'amministrazione tedesca di riservare quattro case per i lavoratori all'interno del ghetto.
Il 5 ottobre 1941 la fabbrica fu trasferita nei locali più grandi della Elektrit, una fabbrica evacuata di ricevitori radio. Il trasloco fu organizzato da Oscar Glik, un ebreo austriaco che riuscì ad ottenere i documenti della Volksdeutsche e in seguito, di fatto, divenne il direttore della fabbrica stessa. All'epoca la fabbrica contò 448 operai, i quali vivevano insieme agli altri membri della famiglia per un totale di circa 800-1.000 persone, in due grandi edifici presso il sito della fabbrica. Fu un luogo relativamente sicuro; i lavoratori furono tra i primi a ricevere i permessi di lavoro (noti come Schein gialli) che li proteggevano dalle cosiddette Aktions, cioè i rastrellamenti per le esecuzioni a Ponary, per questo motivo gli abitanti del ghetto considerarono i lavoratori di Kailis come "privilegiati".

## Il "periodo tranquillo"

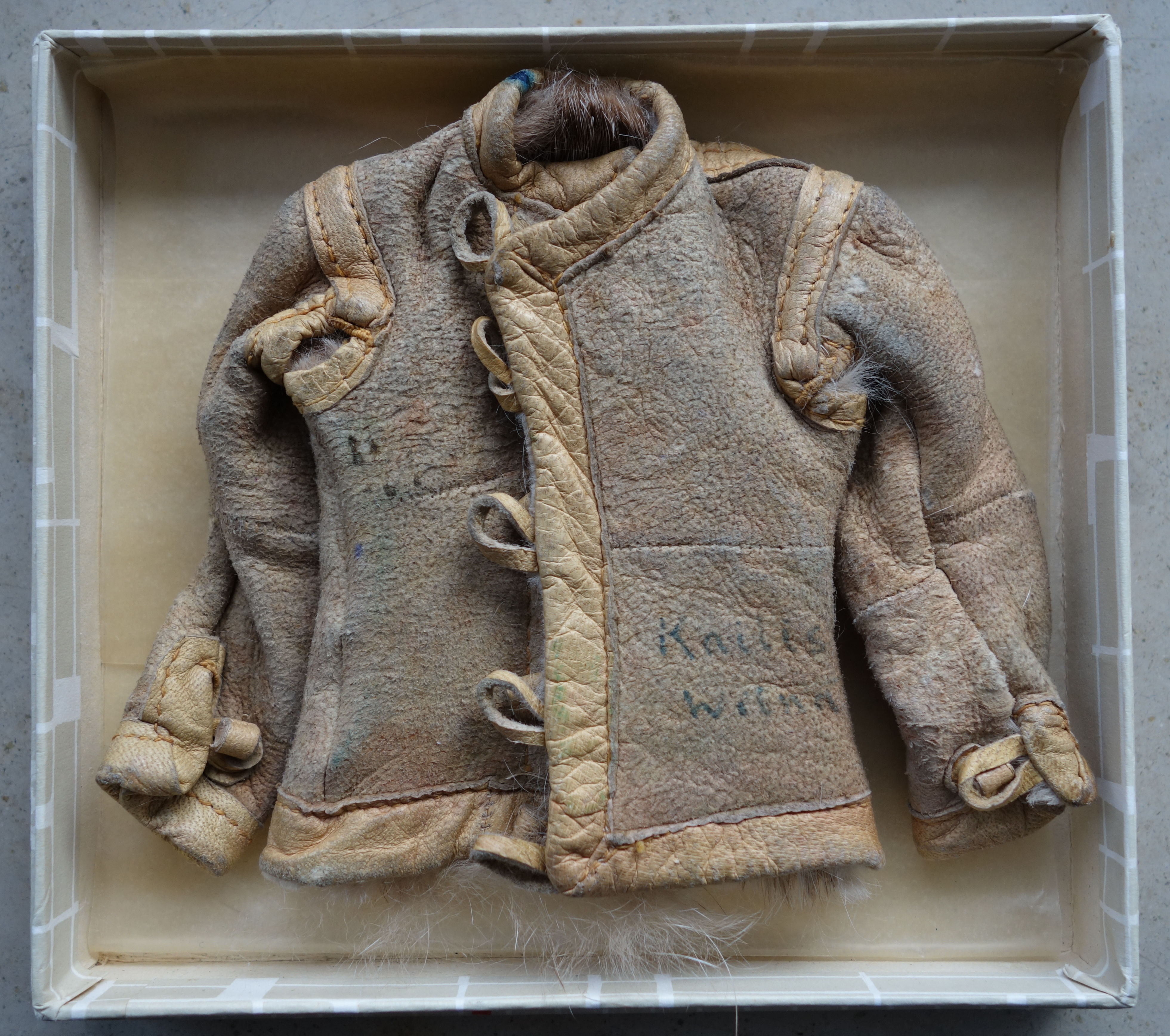
Una giacca di pelliccia in miniatura prodotta a Kailis

Il 18 gennaio 1942 la fabbrica subì un grave incendio. La causa non fu del tutto chiara: secondo Abraham Sutzkever, fu un'azione di sabotaggio da parte del Fareynikte Partizaner Organizatsye (FPO), mentre Isaak Kowalski affermò che fu un incidente. Durante le indagini, i tedeschi scoprirono che Glik era un ebreo e lo giustiziarono insieme a sua moglie.
Nel maggio 1942, i tedeschi condussero un censimento nel Generalbezirk Litauen del Reichskommissariat Ostland. Il censimento contò 1.016 persone di 348 famiglie a Kailis. Il 1942 fu il "periodo tranquillo" che fornì l'opportunità di stabilire una certa vita culturale nel campo: gli ebrei crearono una scuola per bambini, una piccola biblioteca e delle gare sportive oltre ad avere la sua polizia e una clinica ebraica.

## Liquidazione
Nell'agosto-settembre 1943, il ghetto di Vilnius fu liquidato e in città rimasero solo i campi di lavoro forzato Kailis e HKP 562. La popolazione di Kailis aumentò e molti ebrei usarono il campo come rifugio temporaneo prima di trovare un nascondiglio migliore o di unirsi ai partigiani ebrei nelle foreste. Secondo Yitzhak Arad, circa 600 ebrei passarono per il campo.
Il 15 ottobre, Bruno Kittel condusse un'accurata ispezione del campo e giustiziò circa 30 ebrei che non poterono giustificare la loro presenza nel campo. Le ispezioni furono effettuate ancora un paio di volte. A novembre, a Kailis arrivò il nuovo comandante Richter, appartenente alle SS. Aumentò il controllo nel campo e fece compilare un elenco dei residenti contando circa 1.350 nomi, anche se altri 100 circa ebbero troppa paura di registrarsi.
Il 27 marzo 1944, i maschi del campo di età inferiore ai 16 anni furono radunati in un'operazione comandata da Martin Weiss. Furono portati alla stazione dei treni; il loro ulteriore destino non è noto. Senza prove concrete della loro sorte, si sparsero varie voci. Nel Libro nero fu pubblicata una testimonianza secondo cui furono portati a Cracovia, dove furono usati come donatori di sangue e pelle per i soldati tedeschi feriti.
Il 20 aprile, 80 lavoratori di Kailis furono portati a Ponary per riesumare e bruciare i cadaveri secondo la Sonderaktion 1005. Il 3 luglio 1944, i restanti lavoratori di Kailis furono radunati, trasportati a Ponary e quindi giustiziati. In totale, quel giorno a Ponary furono giustiziati circa 2.000-2.500 ebrei provenienti da vari campi.